# Pronephrium euryphyllum
Pronephrium euryphyllum är en kärrbräkenväxtart som först beskrevs av Eduard Rosenstock, och fick sitt nu gällande namn av Holtt. Pronephrium euryphyllum ingår i släktet Pronephrium och familjen Thelypteridaceae. Inga underarter finns listade.